# Tatzelwurm (Wasserfall)

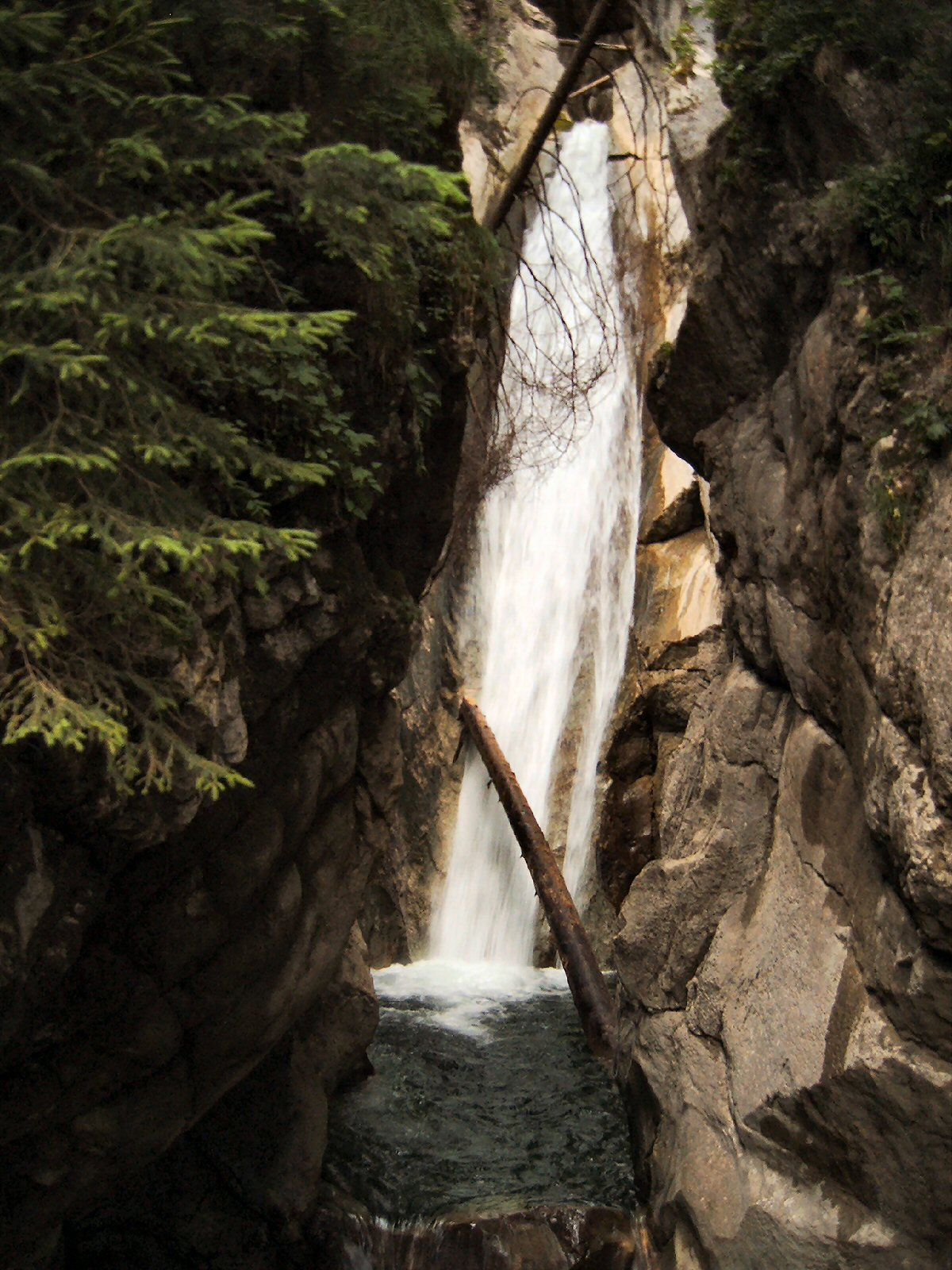
Der Wasserfall am Tatzelwurm

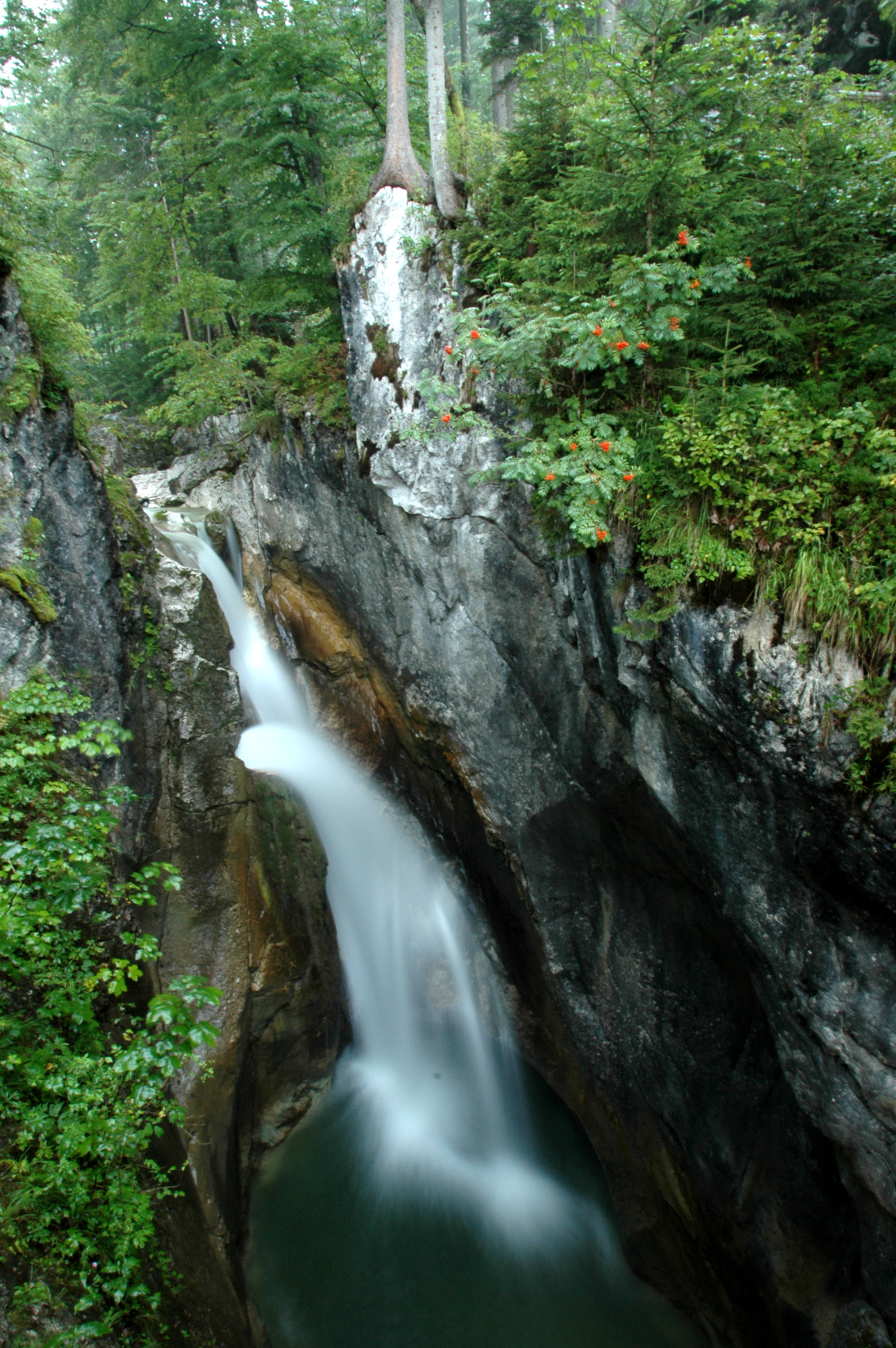
Obere Stufe des Wasserfalls

Die Wasserfälle am Tatzelwurm sind Wasserfälle des Auerbachs über mehrere bis zu 10 m hohe Kaskaden im Mangfallgebirge, einem Teil der Bayerischen Voralpen. Sie sind im Geotop-Kataster des Bayerischen Landesamtes für Umwelt unter der Nummer 187R003 registriert.

## Geographische Lage
Die Wasserfälle befinden sich westlich von Oberaudorf in der Nähe des Oberaudorfer Weilers Tatzelwurm (764 m ü. NN), in dessen Nähe die Tatzelwurmstraße und die Sudelfeldstraße aufeinander treffen.
In der tief eingeschnittenen Gumpei-Schlucht stürzen sich die Wassermassen des in den Inn mündenden Auerbachs über mehrere Felsstufen insgesamt 95 m in eine wenige Meter breite, felsige und von Bäumen gesäumte Klamm.
Nach Nordwesten steigt das Gelände über den Großen Mühlberg (1222 m ü. NN) und das Wildalpjoch (1720 m ü. NN) zum Wendelstein (1838 m ü. NN) und etwa nach Süden über den Bergsporn Brünnsteinschanze (1518 m ü. NN) zum Brünnstein (1619 m ü. NN) an.

## Namensherkunft
Seinen Namen erhielt der Wasserfall bereits vor über 750 Jahren nach dem Fabelwesen Tatzelwurm. Möglicherweise trug der Wasserfall seinerseits auch zur Legendenbildung bei und darf als Ursprungsort der Tatzelwurmsagen gelten: Man hört das Donnern des herabstürzenden Wassers und sieht die aufsteigende Gischt bereits aus einiger Entfernung, aber die Schlucht und den Wasserfall selbst erblickt man erst, wenn man unmittelbar davor steht. Wer sich unvorsichtig in dieser Gegend bewegt, kann in die Schlucht stürzen und so „vom Tatzelwurm verschlungen“ werden.

## Erschließung
Heute ist der Zugang zu den Wasserfällen mit einem ausgebauten Weg und je einer Brücke im oberen und im unteren Teil erschlossen.